# Ero furcata
Espèce
Synonymes
- Aranea furcata Villers, 1789
- Theridion variegatum Brullé, 1832
- Theridion thoracicum Wider, 1834
- Theridion callens Blackwall, 1841

Ero furcata est une espèce d'araignées aranéomorphes de la famille des Mimetidae.

## Distribution
Cette espèce se rencontre en zone paléarctique.

## Description
Les mâles mesurent de 2,5 à 3 mm et les femelles de 3,5 à 4,8 mm.

## Publication originale
- Villers, 1789 : Caroli Linnaei entomologia, faunae Suecicae descriptionibus aucta. Lugduni, vol. 4, p. 86-130.

## Notes et références

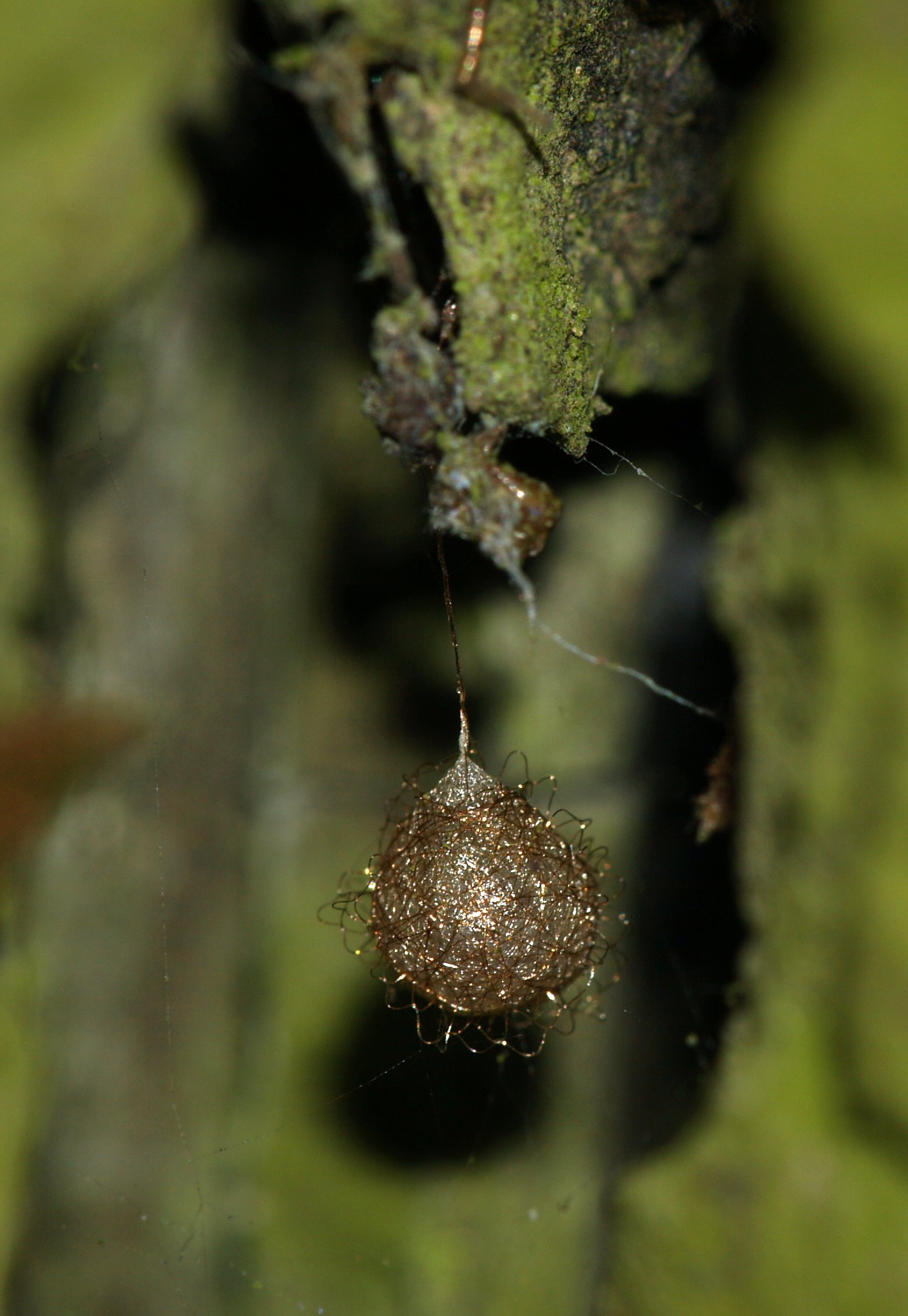
Sac d'œufs dEro furcata

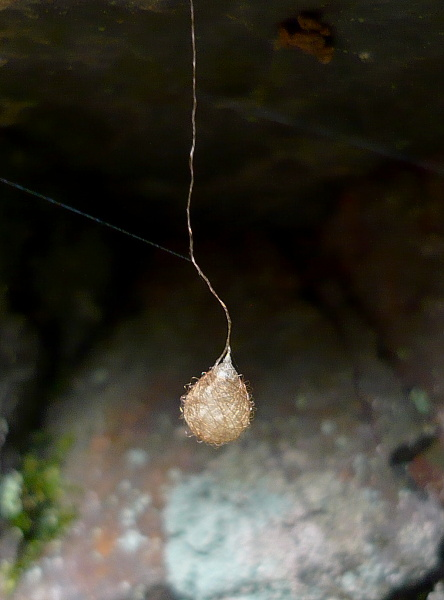
Sac d'œufs dEro furcata